# Montecuccolo
Montecuccolo è una frazione del comune di Pavullo nel Frignano in provincia di Modena.
È una frazione collinare-centrale, situata a 871 m.s.l.m., circa 4 km a sud ovest di Pavullo nel Frignano.
Siti importanti sono il Castello di Montecuccolo, risalente all'XI secolo, che ha ospitato la famiglia modenese dei Montecuccoli nel 1579.

## Storia
La frazione di Montecuccolo si trova a 4,0 km dal capoluogo, in direzione sud ovest. Il borgo fu, tra l'XI e il XII secolo, sede del Castello di Montecuccolo che rappresentava il potere militare e amministrativo del Frignano, residenza della famiglia Montecuccoli. Ha mantenuto il suo aspetto medioevale con la chiesetta di san Lorenzo del 1469 e le case del borgo ai piedi del castello.
Montecuccolo è una tappa obbligata nella visita del territorio del Frignano e oggi il castello, recentemente ristrutturato, è sede museale visitabile.

### Le origini
Montecuccolo deriva dal latino monte Cucco, cioè situato su una collina molto alta, dove venne costruita la frazione, a circa 871 m.s.l.m. e chiamavano questo colle Cuccolo, per la sua forma conica.
Ha un'area di soli 3 km², r la parte nord ha molte salite e discese: la stazione ha un'altitudine minima di 576 m.s.l.m.
La frazione la conquistò per prima una famiglia svedese, nel 943, proveniente dalla capitale Stoccolma che decise di costruire la prima torre della frazione, la torre Montecuccolo, ormai distrutta.
In seguito è stato costruito il centro abitato, dove un secolo dopo sarà al centro del castello di Montecuccolo, sede della famiglia dei Montecuccoli.
Infine, nel 1462, si iniziò a costruire dai Montecuccoli la chiesetta di S. Lorenzo, che oggi è ancora visitabile a 30 passi dalla parete est del Castello di Montecuccolo.

## Geografia

### Geografia fisica
Situata sull'appennino collinare pavullese orientale si trova ad un'altitudine di 871 m.s.l.m., l'altezza corrisponde al Castello di Montecuccolo, da dove si può ammirare un panorama verso Camatta e il Rio San Michele che ne fa un piazzamento ad alta quota di più di 180 metri sopra il livello della frazione pavullese di Camatta.
Possiede 430 ettari di terreno, coprendo un trentesimo di tutto il territorio di Pavullo, e facendone l'undicesima frazione più grande di tutto il comune.

### Geografia politica
Si trova a poca distanza (4 km a sud est di Pavullo) dall'aeroporto di Pavullo, essendo frazione vera e propria sin dalla nascita del Regno d'Italia, nel 1859.
Ha il centro abitato dentro al Castello di Montecuccolo, nella parte est più estrema, a poco più di un chilometro di distanza dal centro esatto della frazione; inoltre è confinata da ben quattro frazioni:
- Camatta (con località Gaianello)
- Benedello (con le località Benedello Sud e Cà di Benello)
- Miceno (con le località Miceno inferiore e Mirage Miceno)
- Querciagrossa (con la località I Piani di Pavullo)